# プラット・アンド・ホイットニー・カナダ PW300

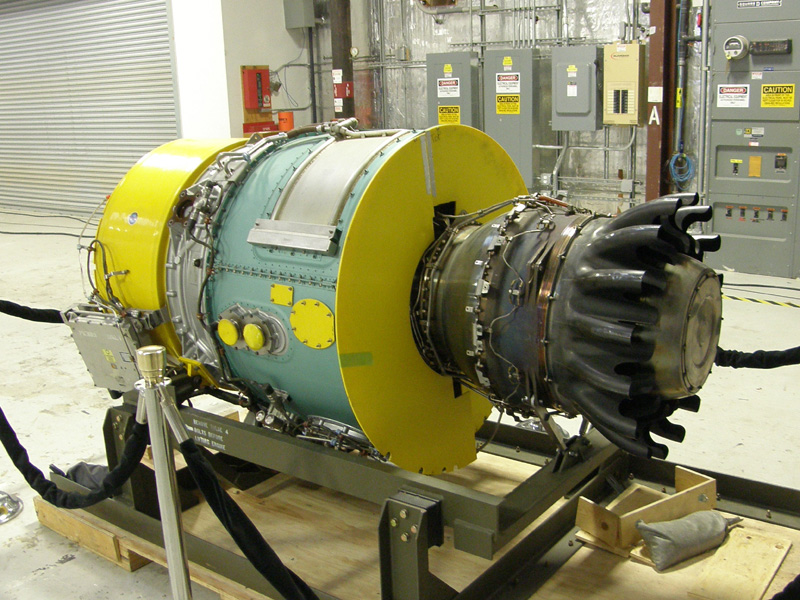
ホワイトナイトツーで使用されたPW308

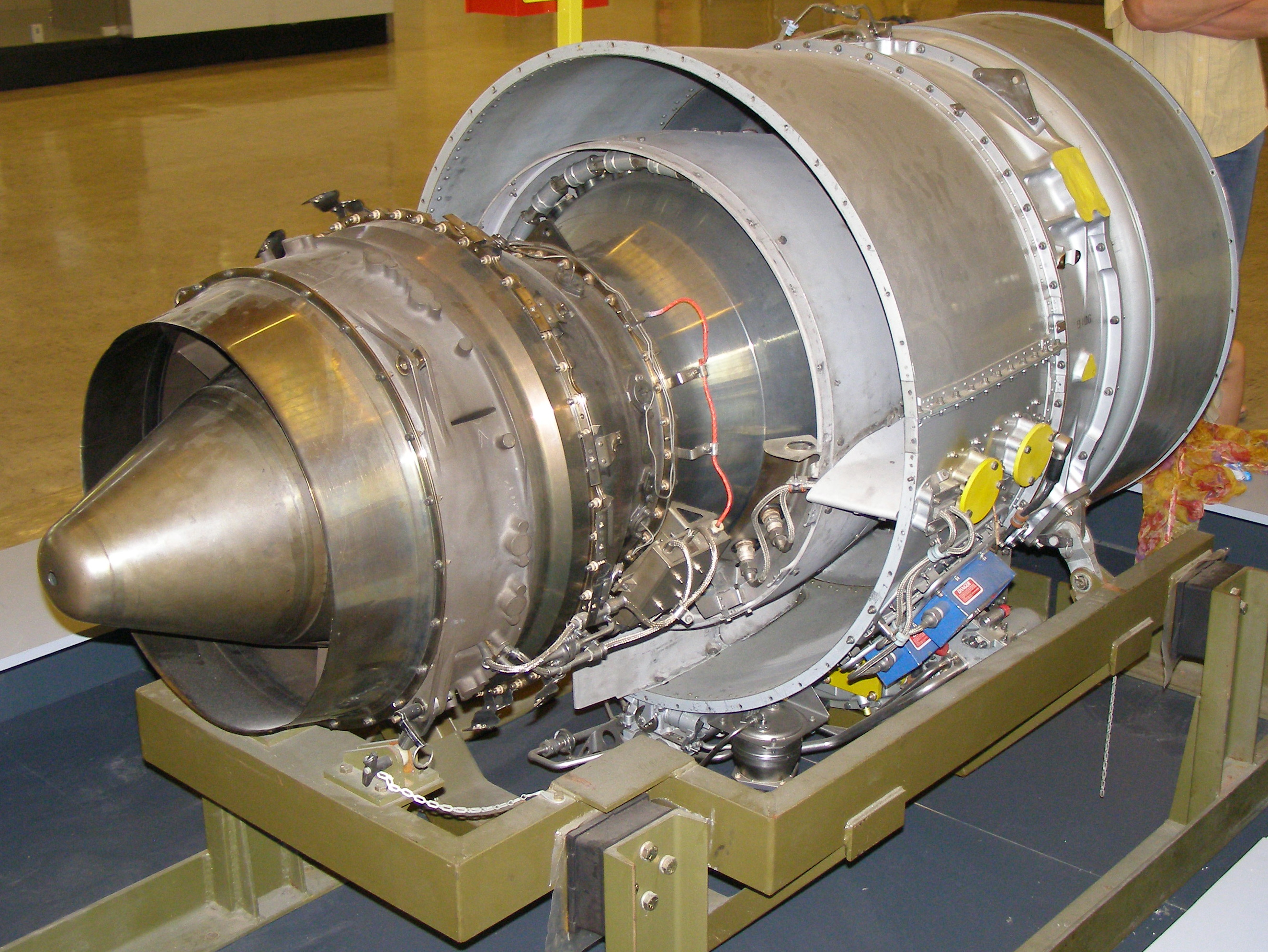
PW305

プラット・アンド・ホイットニー・カナダ PW300は、プラット・アンド・ホイットニー・カナダがビジネスジェット向け専用として開発したターボファンエンジンのシリーズである。

## 設計と開発
プラット・アンド・ホイットニー・カナダのPW300の基本的な構成は以下の通りである：3段の低圧タービンで駆動する、1段のファンによる過給機。2段の高圧タービンで駆動する、軸流式4段・遠心式1段の高圧圧縮機。環状の燃焼室。いくつかのバージョンは直接の排気管を持っているが、PW306とPW308は強制混合式の排気管である。FADEC（統合デジタルエンジンコントロール）システムが導入されている。
PW307は、ダッソー ファルコン 7Xでの3発エンジン向けとして開発された、センター用の新しいエンジンである。PW307は2005年3月にカナダ運輸省によって認証された。
PW308は、ヴァージン・ギャラクティックがスペースシップツーを発射するための航空機である、ホワイトナイトツーのエンジンとして選ばれた。

## 派生機種
PW305A
PW305B
PW306A
PW306B
PW306C
PW306D
PW307A
PW307B
PW308A
PW308C

## 仕様
| 形式   | 推力 (kN) | バイパス比 | 圧縮比 | ファン直径 (m) | 全長 (m) | 乾燥重量 (kg) | 開発年 | 用途                                               |
| ------ | --------- | ---------- | ------ | -------------- | -------- | ------------- | ------ | -------------------------------------------------- |
| PW305A | 20.81     | 4.3:1      | 19:1   | 0.79           | 1.651    | 450           | 1992   | リアジェット60                                     |
| PW305B | 23.4      | 4.3:1      | 15.5:1 | 0.80           | 1.547    |               |        | ホーカー 1000                                      |
| PW306A | 28.86     | 4.5:1      | 18.3:1 | 0.81           | 1.92     | 473           | 1995   | ガルフストリーム G200                              |
| PW306B | 26.91     | 4.5:1      |        | 0.81           | 1.92     | 473           |        | フェアチャイルド ドルニエ 328 Jet IAI ギャラクシー |
| PW306C | 25.66     | 4.5:1      |        | 0.81           | 1.92     | 473           | 2002   | サイテーション ソヴリン                            |
| PW307A | 28.48     |            |        | 0.83           | 2.184    |               | 2007   | ダッソー ファルコン 7X                             |
| PW308A | 30.7      | 4.1:1      | 20.4:1 | 0.84           | 2.134    | 607           | 2004   | ホーカー 4000 ホワイトナイトツー                   |
| PW308B | 32.92     |            |        | 0.84           | 2.134    |               |        | フェアチャイルド ドルニエ 428 Jet                  |
| PW308C | 31.13     | 3.8:1      | 25.5:1 | 0.84           | 2.134    | 614           | 2001   | ダッソー ファルコン2000EX                          |

## 搭載航空機
- セスナ サイテーション・ソヴリン（英語版）
- セスナ サイテーション・ラティチュード
- ダッソー ファルコン 2000EX/DX/LX
- ダッソー ファルコン 7X
- ドルニエ 328JET
- ガルフストリーム G200（英語版）
- ホーカー 1000
- ホーカー 4000
- リアジェット60
- リアジェット85
- スケールド・コンポジッツ ホワイトナイトツー